# Libagon
Libagon è una municipalità di quinta classe delle Filippine, situata nella provincia di Leyte Meridionale, nella regione di Visayas Orientale.
Libagon è formata da 14 barangay:
- Biasong
- Bogasong
- Cawayan
- Gakat
- Jubas (Pob.)
- Magkasag
- Mayuga
- Nahaong
- Nahulid
- Otikon
- Pangi
- Punta
- Talisay (Pob.)
- Tigbao